# 卡尔迪托
卡尔迪托（義大利語：Cardito），是意大利那不勒斯省的一个市镇。总面积3平方公里，人口21171人，人口密度7057.0人/平方公里（2009年）。ISTAT代码为063016。